# Gordon Singleton
Pour les articles homonymes, voir Singleton.
Gordon Singleton, né le 9 août 1956 à Niagara Falls et mort le 24 mars 2024, est un  coureur cycliste sur piste canadien. Il est notamment champion du monde de keirin en 1982.

## Biographie
À domicile, Gordon Singleton représente le Canada aux Jeux olympiques de Montréal en 1976 à seulement 19 ans. Sa progression rapide l'amène à être considéré comme l'un des meilleurs sprinteurs mondiaux à la fin des années 1970, mais le boycott canadien des Jeux olympiques de Moscou de 1980 l'empêche de voir son potentiel contre les pistards du bloc de l’Est. Cependant, cette année-là, il riposte avec son triple record du monde au Mexique, où il devient le seul cycliste à détenir simultanément les records du monde du 200 mètres, du 500 mètres et du kilomètre.
Vice-champion du monde du kilomètre en 1979, il devient champion du monde de keirin en 1982 en battant Danny Clark, vainqueur des deux éditions précédentes. Singleton ajoute deux médailles d'argent en vitesse, battu par l'intouchable Koichi Nakano.
Il arrête sa carrière peu de temps après son titre mondial. Il court à nouveau chez les « Masters » à la fin des années 1990 et au début du 21e siècle.
Il meurt le 24 mars 2024 d'un cancer de la prostate,.

## Palmarès

### Championnats du monde
- Amsterdam 1979
  -  Médaillé d'argent du kilomètre
- Brno 1981
  -  Médaillé d'argent de la vitesse
- Leicester 1982
  -  Champion du monde de keirin
  -  Médaillé d'argent de la vitesse

### Jeux du Commonwealth
- 1978
  -  Médaillé d'or du tandem (avec Jocelyn Bjorn Lovell)

### Jeux panaméricains
- San Juan 1979
  -  Médaillé d'or du kilomètre
  -  Médaillé d'or de la vitesse